# Walter Gugele
Walter Gugele (14 dicembre 1963) è un ex sciatore alpino austriaco.

## Biografia
Sciatore polivalente originario di Schnifis, Gugele debuttò in campo internazionale in occasione degli Europei juniores di Škofja Loka 1981, dove vinse la medaglia d'argento nello slalom speciale e nella combinata; in Coppa del Mondo ottenne due piazzamenti, il 22 marzo 1987 a Sarajevo in slalom gigante (15º) e il 24 marzo 1988 a Saalbach-Hinterglemm in supergigante (9º, suo ultimo piazzamento agonistico), mentre in Coppa Europa fu 3º nella classifica generale nel 1986-1987 e nel 1987-1988, quando vinse anche la classifica di supergigante. Non prese parte a rassegne olimpiche né ottenne piazzamenti ai Campionati mondiali.

## Palmarès

### Europei juniores
- 2 medaglie[1]:
  - 2 argenti (slalom speciale, combinata a Škofja Loka 1981)

### Coppa del Mondo
- Miglior piazzamento in classifica generale: 90º nel 1988

### Coppa Europa
- Miglior piazzamento in classifica generale: 3º nel 1987 e nel 1988
- Vincitore della classifica di supergigante nel 1988

### Campionati austriaci
- 2 medaglie[1]:
  - 1 argento (supergigante nel 1988)
  - 1 bronzo (slalom gigante nel 1981)